# モハメド・エル・ヤッゴビ
モハメド・エル・ヤッゴビ（Mohamed El Yaagoubim、1977年9月12日 - ）は、モロッコ・タウリルト出身の元サッカー選手。現役時代のポジションはミッドフィルダー。登録名はモハ(Moha)。

## 経歴

### クラブ
FCバルセロナのカンテラ出身の選手で、1997年にカンテラ最上位であるバルセロナBに昇格、中盤の一角を占めるもトップチーム昇格は叶わなかった。
その後、CAオサスナへと移籍、トップデビューを果たすも戦力と見なされずレンタル移籍を繰り返すこととなる。しかしながら、2002年にオサスナ復帰後はチームの中核選手としてプレー、100試合を越えるキャップを記録する。
2006年には活躍を評価されRCDエスパニョールへと移籍するも、大きな活躍はできず2年契約を全うした後に退団した。その後はレアル・ソシエダ、ジローナFC、CEサバデルでプレーした。

### モロッコ代表
モロッコ代表としては、アフリカネイションズカップ2004にてデビューを果たしコンスタントに招集されていたが、チームの若返りという方針に添い30歳を越えた2007年9月以降は招集を受けていない。